# Vilobí Club de Fútbol
El Vilobí Club de Futbol fue un club de fútbol español del municipio de Viloví de Oñar, en la provincia de Gerona. Fue fundado en 1975 y desapareció en 2004, tras haber vivido su época dorada en los años 1990, cuando participó en Tercera División.

## Historia
El Vilobí CF se fundó en 1975, impulsado por Josep Panella, inicialmente jugador del equipo y a partir de 1980 presidente, cargo que ocupó un cuarto de siglo, hasta la disolución del club.
Durante sus primeros años el Vilobí vivió en las divisiones regionales del fútbol catalán, hasta que la temporada 1989/90, como campeón de Preferente, ascendió a categoría nacional. Durante once campañas consecutivas militó en Tercera División, llegando incluso a disputar, sin éxito, la promoción de ascenso a Segunda B la temporada 1994/95, al finalizar la liga en cuarta posición, su mejor clasificación histórica. La temporada 1991/92 realizó su única participación en la Copa del Rey en la que, tras superar al Girona FC, cayó en la segunda eliminatoria ante la UE Sant Andreu.
La temporada 2000/01, tras perder la categoría, el club anunció la disolución del primer equipo -que debía jugar en Primera Catalana-, quedando únicamente en activo sus equipos de fútbol base, incluyendo un juvenil en la máxima categoría, la División de Honor.
Finalmente, el 4 de junio de 2004, la entidad desapareció definitivamente tras fusionarse con el Girona FC.

## Datos del club
- Temporadas en 1.ª: 0
- Temporadas en 2.ª: 0
- Temporadas en 2ªB: 0
- Temporadas en 3.ª: 11
- Mejor puesto en la liga: 4.º (Tercera División de España temporada 1994/95)